# استان‌های هلند
استان‌های هلند تقسیمات اداری بین دولت ملی و شهرستان‌های محلی می‌باشند، که مسئولیت مسائل منطقه‌ای و با اهمیت کمتر را بر عهده دارند. دولت هر استان از سه بخش مهم تشکیل شده است، دولت استانی (به هلندی: Provinciale Staten) که پارلمانی است که هر ۴ سال انتخاب می‌شود. شاخه اجرایی (به هلندی: Gedeputeerde Staten) که از میان دولت استانی انتخاب می‌شوند و مأمور عالی‌رتبه که توسط پادشاه انتخاب می‌شود.
|     | نام استان به فارسی | نام استان به هلندی | نام مرکز به فارسی | نام مرکز به هلندی |
| --- | ------------------ | ------------------ | ----------------- | ----------------- |
| ۱.  | اُفِریسِل             | Overijssel         | زووله             | Zwolle            |
| ۲.  | اوترخت             | Utrecht            | اوترخت            | Utrecht           |
| ۳.  | برابانت شمالی      | Noord-Brabant      | سرتوخن‌بوس         | 's-Hertogenbosch  |
| ۴.  | خرونینگن           | Groningen          | خرونینگن          | Groningen         |
| ۵.  | خلدرلانت           | Gelderland         | آرنهم             | Arnhem            |
| ۶.  | درنته              | Drenthe            | آسن               | Assen             |
| ۷.  | زیلاند             | Zeeland            | میدل‌بورخ          | Middelburg        |
| ۸.  | فریسلاند           | Friesland          | لیوواردن          | Leeuwarden        |
| ۹.  | فلیوولاند          | Flevoland          | لیلی‌استاد         | Lelystad          |
| ۱۰. | لیمبورخ            | Limburg            | ماستریخت          | Maastricht        |
| ۱۱. | جنوب هلند          | Zuid-Holland       | لاهه              | Den Haag          |
| ۱۲. | هلند شمالی         | Noord-Holland      | هارلم             | Haarlem           |